# Virginio Rosetta
Virginio "Viri" Rosetta (født 25. februar 1902 i Vercelli, død 31. marts 1975 i Torino) var en italiensk fodboldspiller, der blev verdensmester med Italiens landshold ved VM i 1934 på hjemmebane. Han deltog også i alle olympiske lege i 1920'erne.
Rosetta var forsvarsspiller og spillede klubfodbold for klubberne US Pro Vercelli Calcio og FC Juventus. Han spillede 338 kampe og scorede 15 mål for Juventus i perioden 1923–1936. Han blev italiensk mester med Vercelli i 1921 og i 1922 og med Juventus i 1926 samt i fem sæsoner i træk fra 1931 til 1935.
Han debuterede for det italienske landshold i en kamp ved OL 1920 i Antwerpen mod Norge, som italienerne vandt 2-1 efter forlænget spilletid. Italien blev nummer fire i denne turnering.
De følgende år spillede han en række venskabskampe for Italien, og han var med i truppen igen til OL 1924 i Paris. Her spillede han alle de tre kampe, Italien fik, da de nåede frem til kvartfinalen, som de tabte til Schweiz.
Efter OL 1924 spillede han flere venskabskampe og var med i kampe i den centraleuropæiske internationale turnering (1927-1930). Han var også med ved OL 1928 i Amsterdam og spillede med i første kamp mod Frankrig (vundet 4-3), de to kampe mod Spanien (1-1 og sejr på 7-1 i omkampen) samt semifinalen mod Uruguay (tabt med 2-3). Uruguay vandt finalen mod Argentina, mens Italien vandt bronze med sejr over Egypten på 11-3 (uden Rosetta).
Rosetta spillede flere kampe de følgende år, blandt andet i den nye centraleuropæiske turnering (1931-1932), og endelig sluttede han sin landsholdskarriere, da han var med i truppen ved VM-slutrunden 1934 på hjemmebane, som Italien vandt efter finalesejr over Tjekkoslovakiet. Rosetta spillede blot med i én af kampene, ottendedelsfinalen mod USA, som Italien vandt 7-1. Han spillede i alt 52 landskampe, deraf otte som anfører.